# Orde van de Kroon van Terengganu
De Meest Eervolle Orde van de Kroon van Terengganu of "Darjah Kebesaran Mahkota Terengganu Yang Amat Mulia" werd op 19 juni 1962 door Sultan Ismail Nasir ud-din Shah van Terengganu ingesteld. Anders dan de meeste andere Maleisische ridderorden heeft deze orde van verdienste een maximaal aantal ridders in elk van de vier graden.
- Ridder-Grootcommandeur of "Dato' Sri Paduka". De 25 Ridders-Grootcommandeur dragen een keten of grootlint met daaraan de ster van de orde. Op de linkerborst dragen zij een ster. Achter hun naam mogen zij de letters SPMT plaatsen.

- Ridder-Commandeur of "Dato' Paduka". De 50 Ridders-Commandeur dragen een ster aan een lint om de hals en een ster op de linkerborst. Achter hun naam mogen zij de letters DPMT dragen.

- Companion of "Setia". De 100 Companions dragen de ster van de orde aan een lint om de hals en voeren de letters SMT achter hun naam.
- Lid of "Ahli". De 200 leden dragen hun ster aan een lint op de linkerborst en voeren de letters AMT achter hun naam.

De twee hoogste graden ontvangen met hun onderscheiding ook adeldom.
Het lint is goudoranje met een brede witte middenstreep. Tussen de kleuren en ook als bies is een smalle zwarte streep aangebracht. Zoals in een islamitisch land te verwachten is, zijn de sterren en kleinoden alle achtpuntige zilveren "bintangs" of sterren. Een kruis zou niet op zijn plaats zijn.
De versierselen en inrichting van de orde volgen het voorbeeld van de Britse Orde van Sint-Michaël en Sint-George die vaak aan de sultans van Perlis en hun kroonprinsen werd toegekend. De vierde graad is een Maleisische toevoeging en dat geldt ook voor de medaille.
De ster is wit en heeft vijf punten. Daartussen zijn korte gebriljanteerde zilveren stralen aangebracht. Het medaillon is wit en draagt een koningskroon. De ring daaromheen is blauw.
Het kleinood is een vijfarmig kruis met tien punten.Tussen de armen zijn gouden stralen aangebracht. Er is geen verhoging.

De zware gouden keten heeft 18 rijkbewerkte schakels.